# Lifeguard tower
Pour les articles homonymes, voir Lifeguard et Tower.
Une lifeguard tower est une tour pour maîtres-nageurs sauveteurs de surveillance des plages (en anglais).  

## Description
Ces lieux de surveillance panoramique surélevés sont souvent aménagés et équipés pour permettre à des maîtres-nageurs sauveteurs de surveiller des plages de station balnéaire ou des piscines publiques, et de porter secours (sauvetage aquatique) aux nageurs et autres surfeurs en difficulté ou en danger d'hydrocution, de malaises, d'accidents, de noyade, et autres attaques de requin (selon les régions du monde)... 

## Architecture
Leurs formes varient des chaises surélevées, à des formes de cabane-bungalow plus évoluées, ou artistiques, voir emblématiques locales (comme celles des plages de Californie ou de l'architecture Art déco de Miami des plages de Miami Beach en Floride, ou encore de la surf culture...).  

Quelques exemples
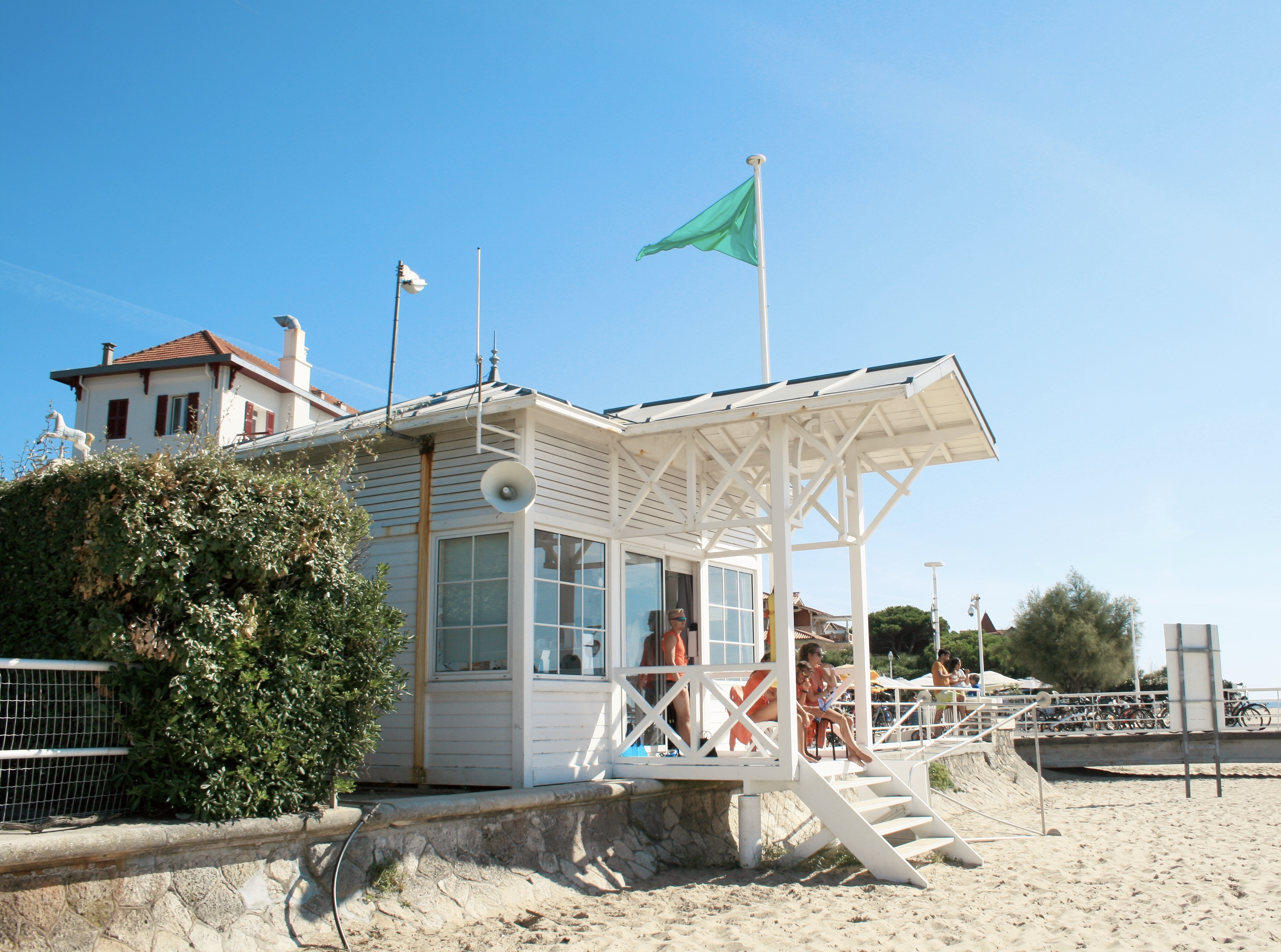
Arcachon
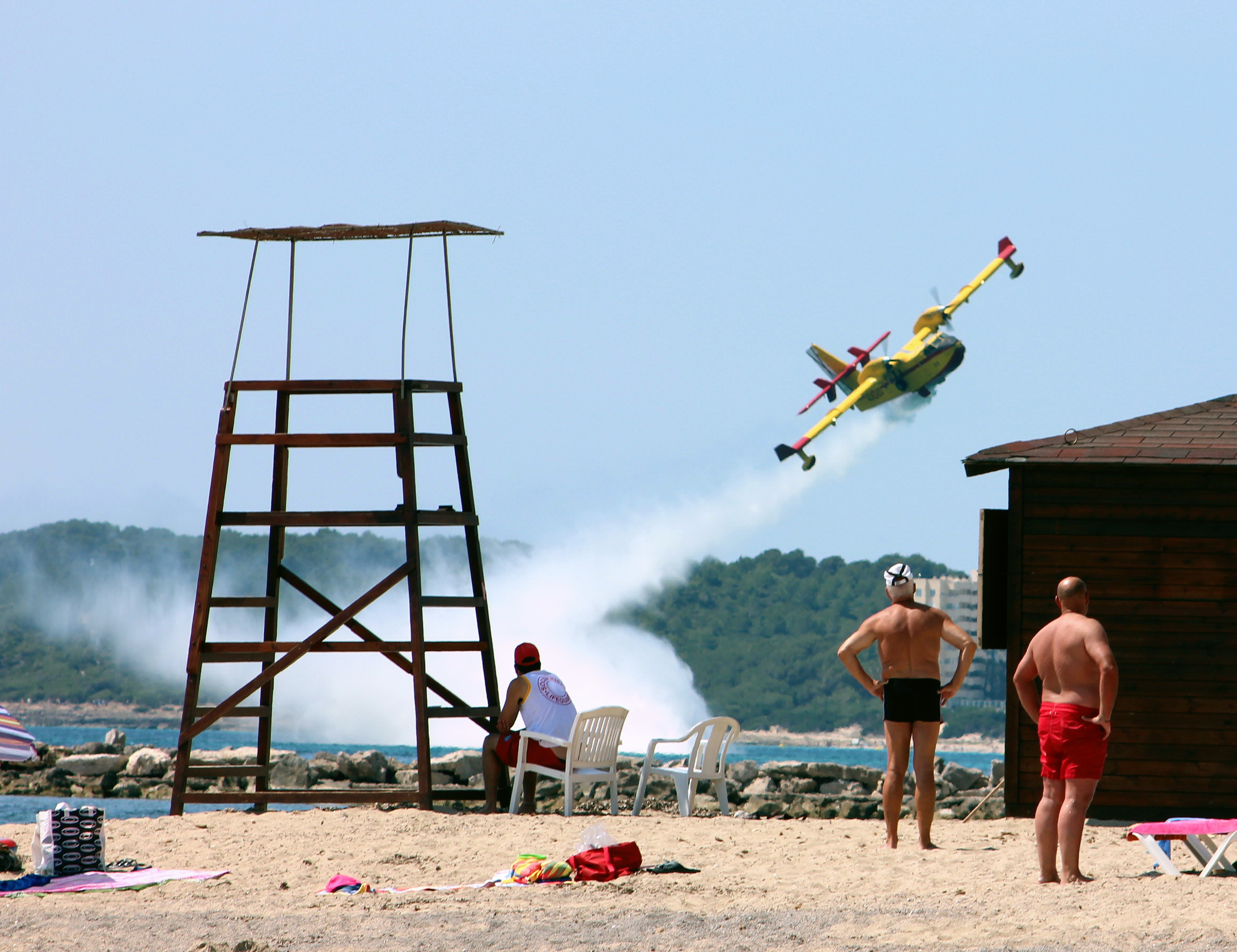
Majorque des îles Baléares
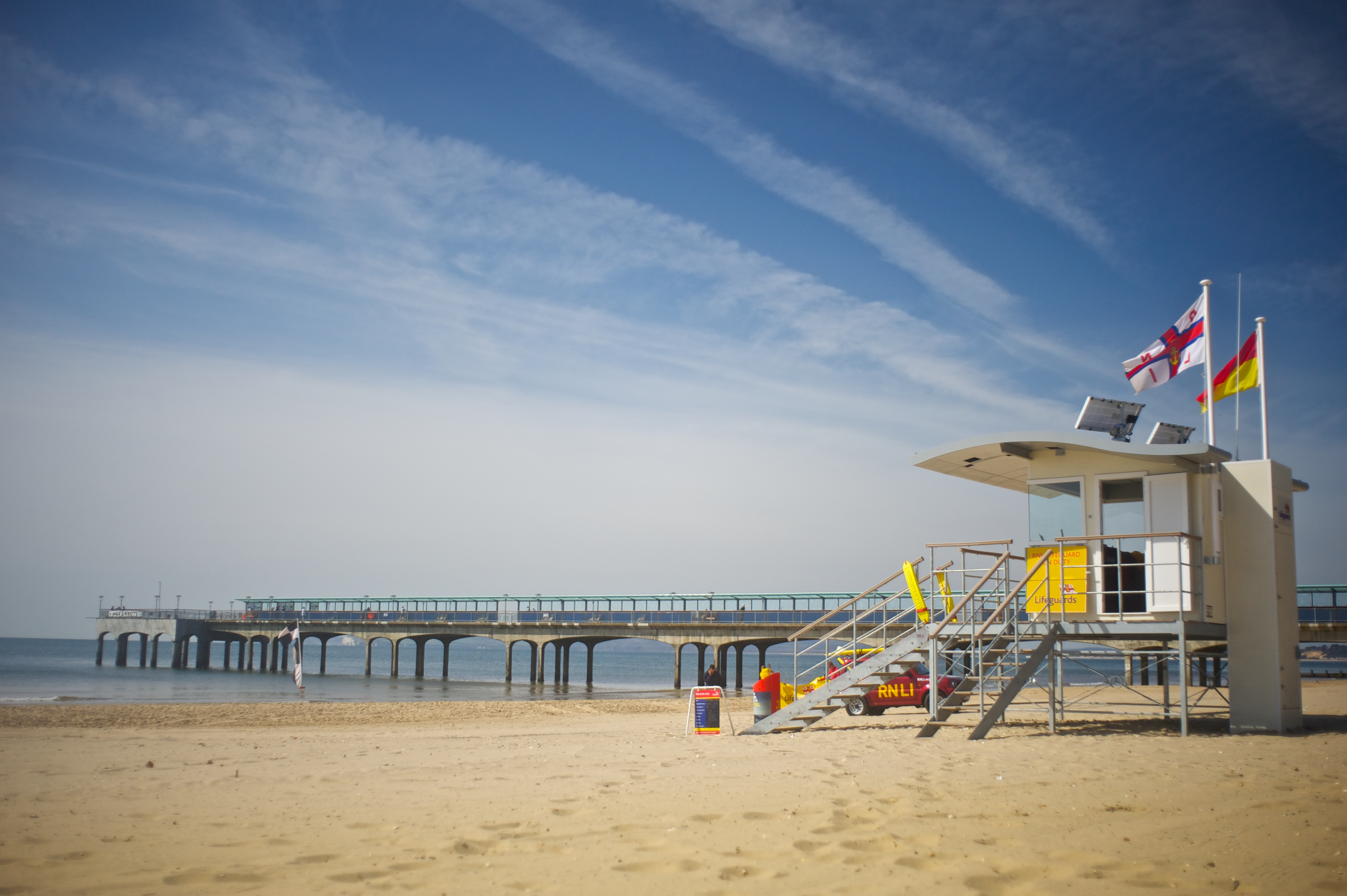
Boscombe en Angleterre
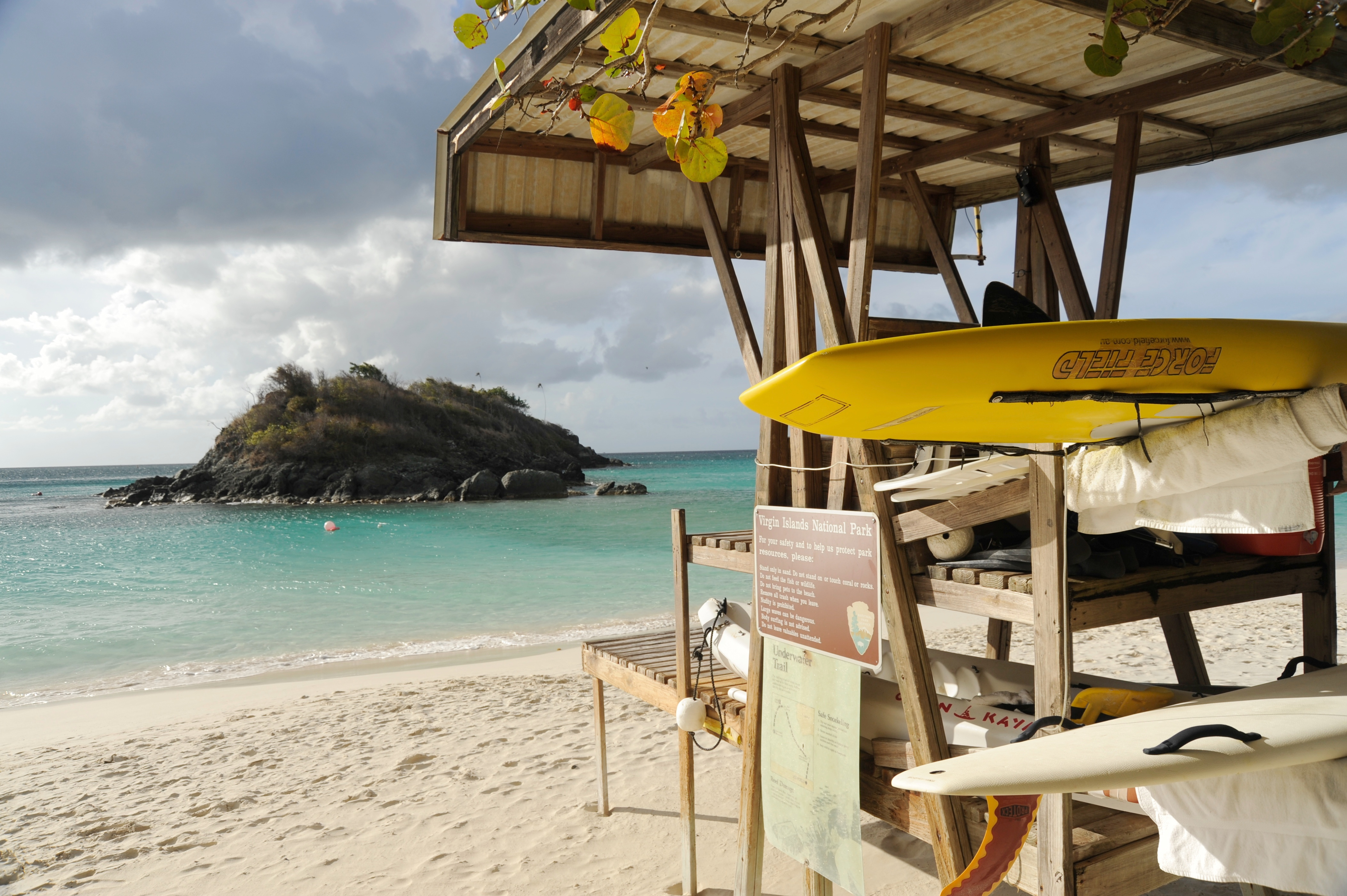
Saint John (îles Vierges des États-Unis)
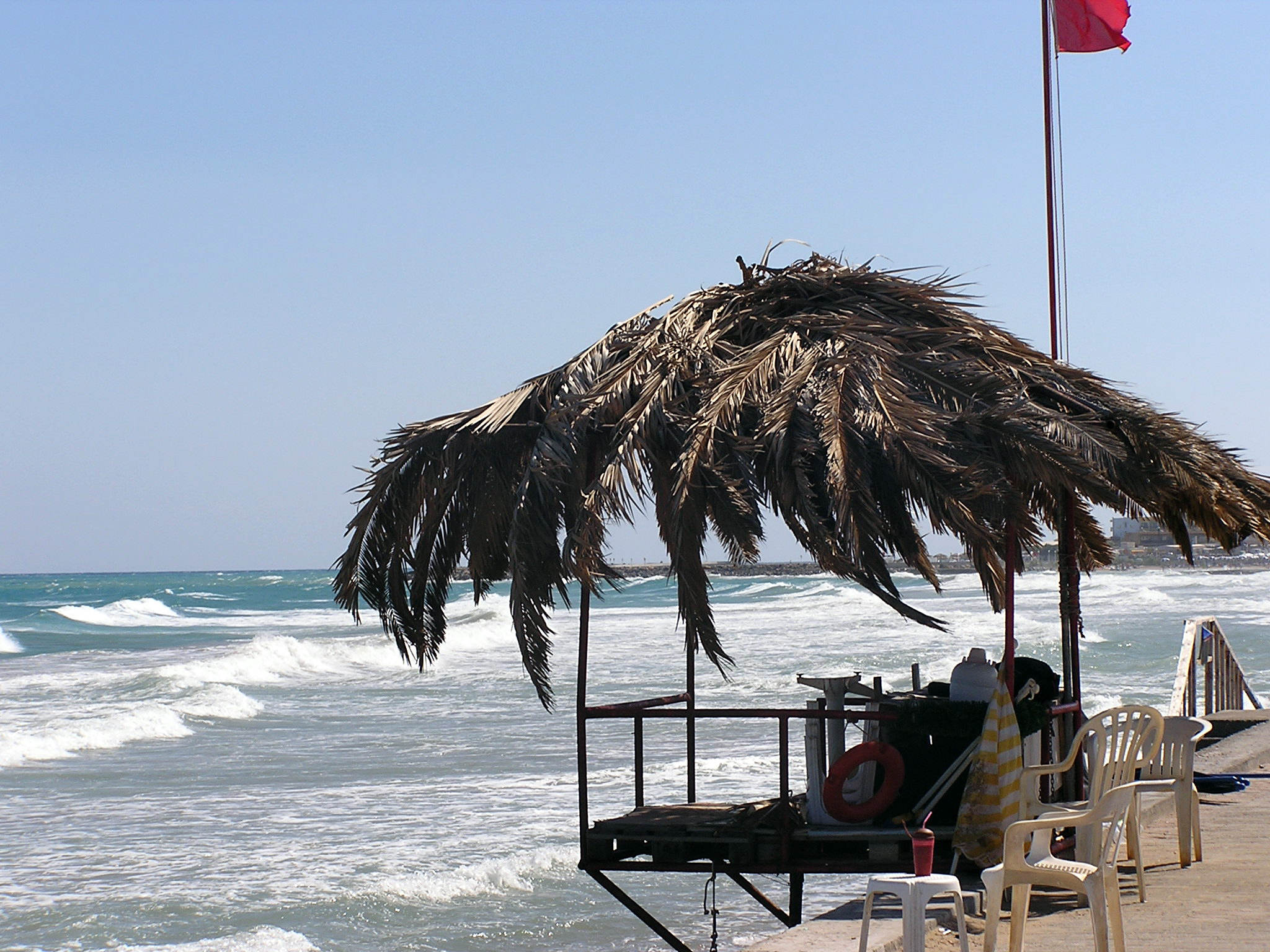
Káto Goúves en Crète
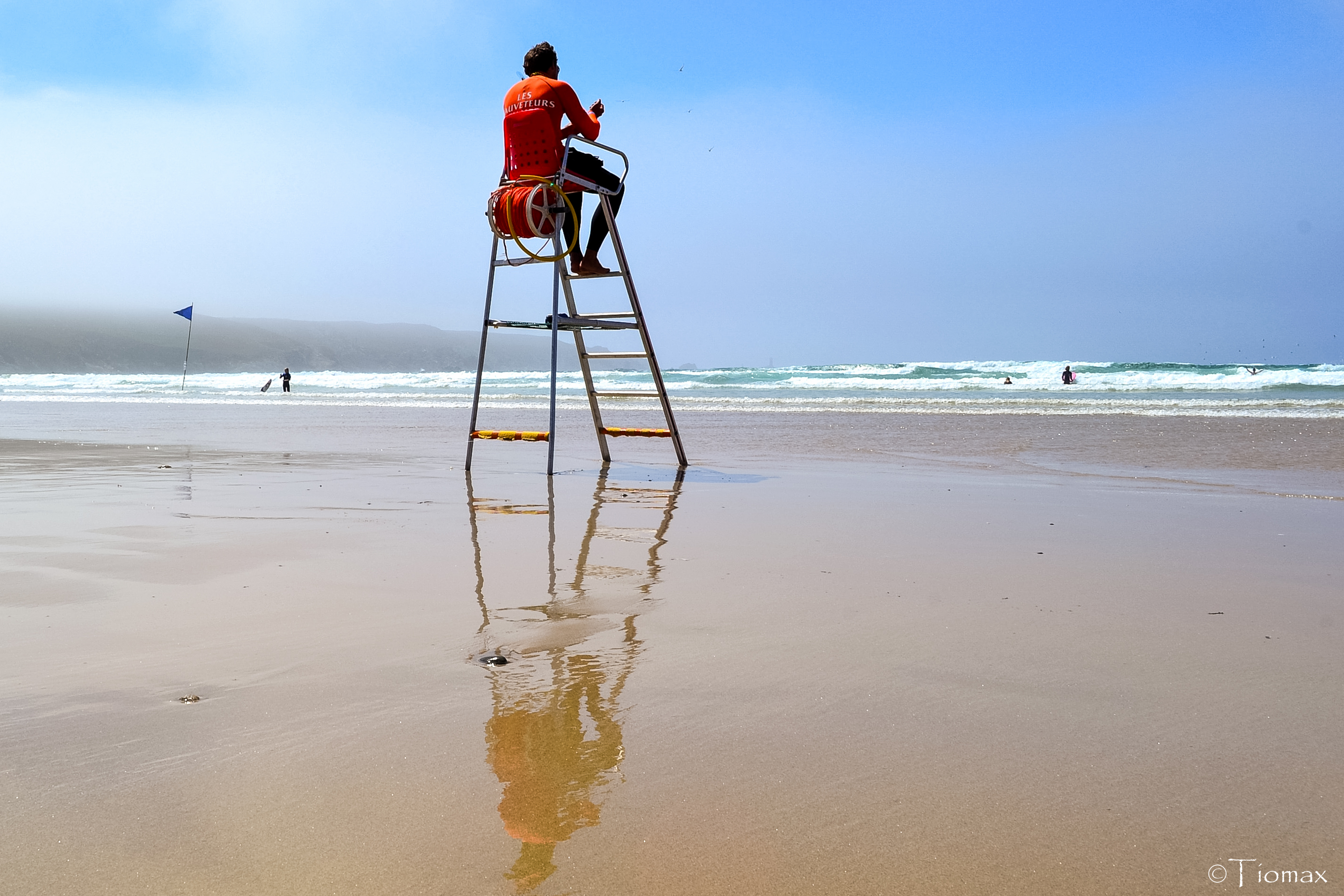
Côte atlantique française
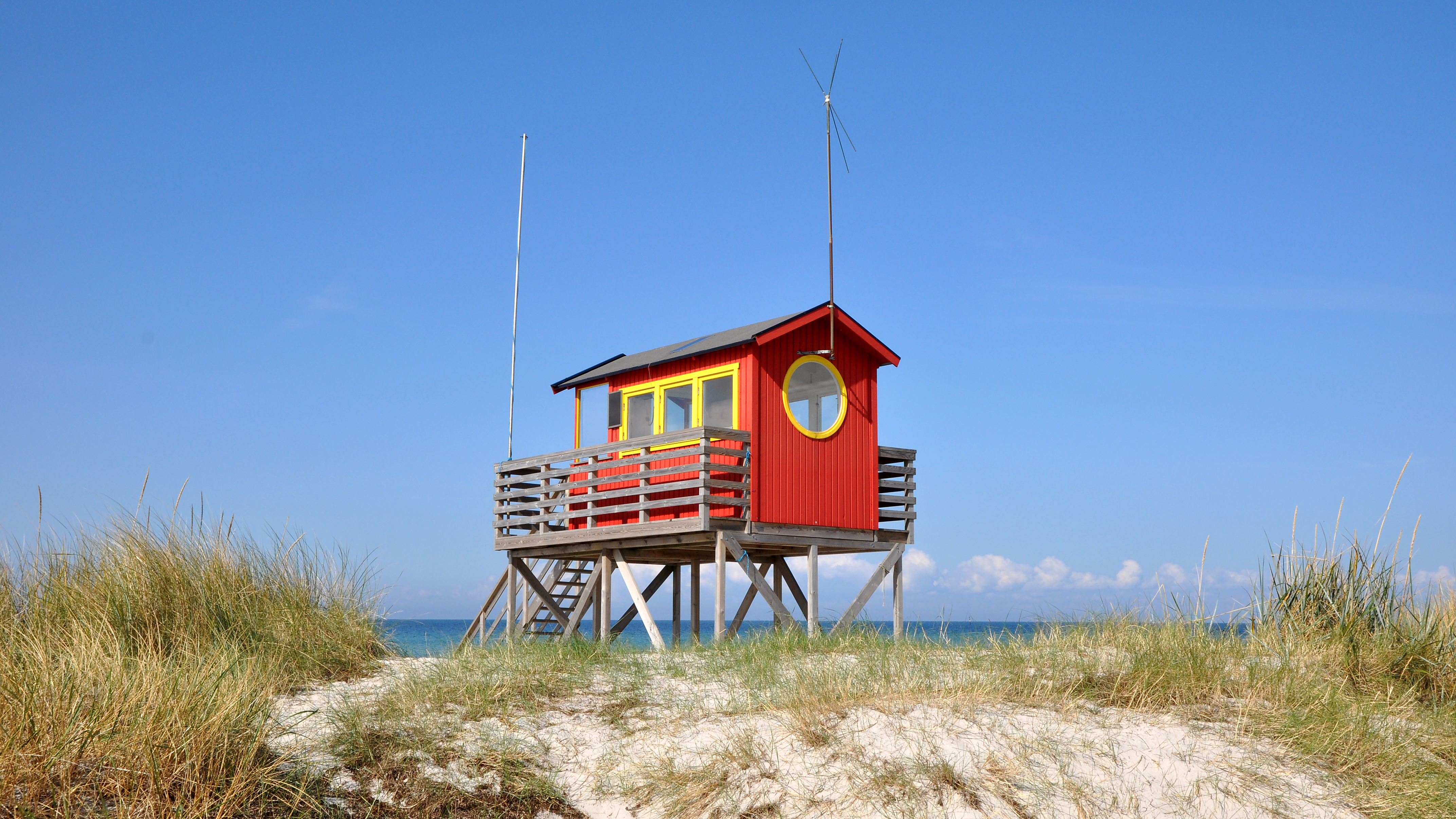
Suède
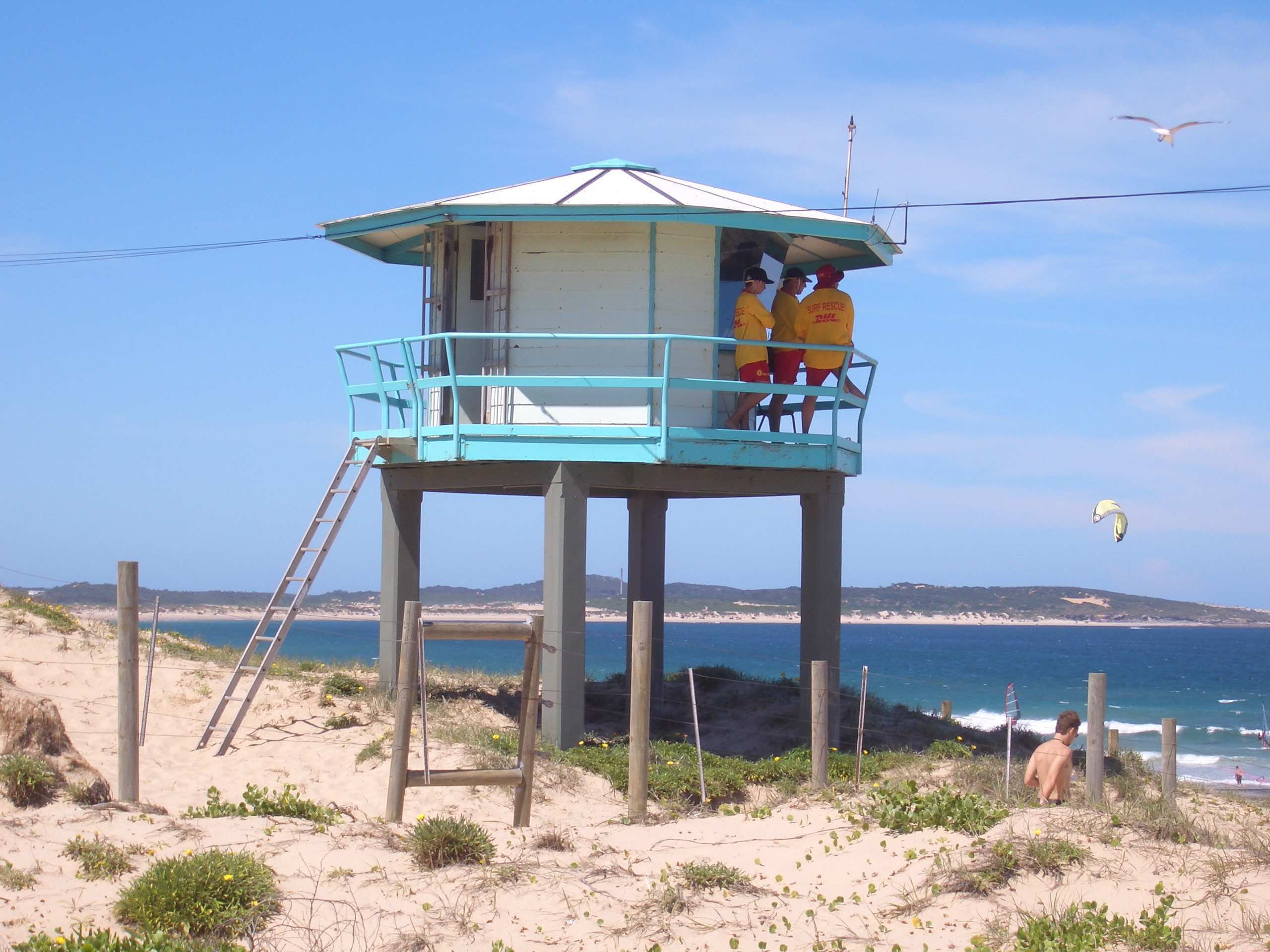
Australie
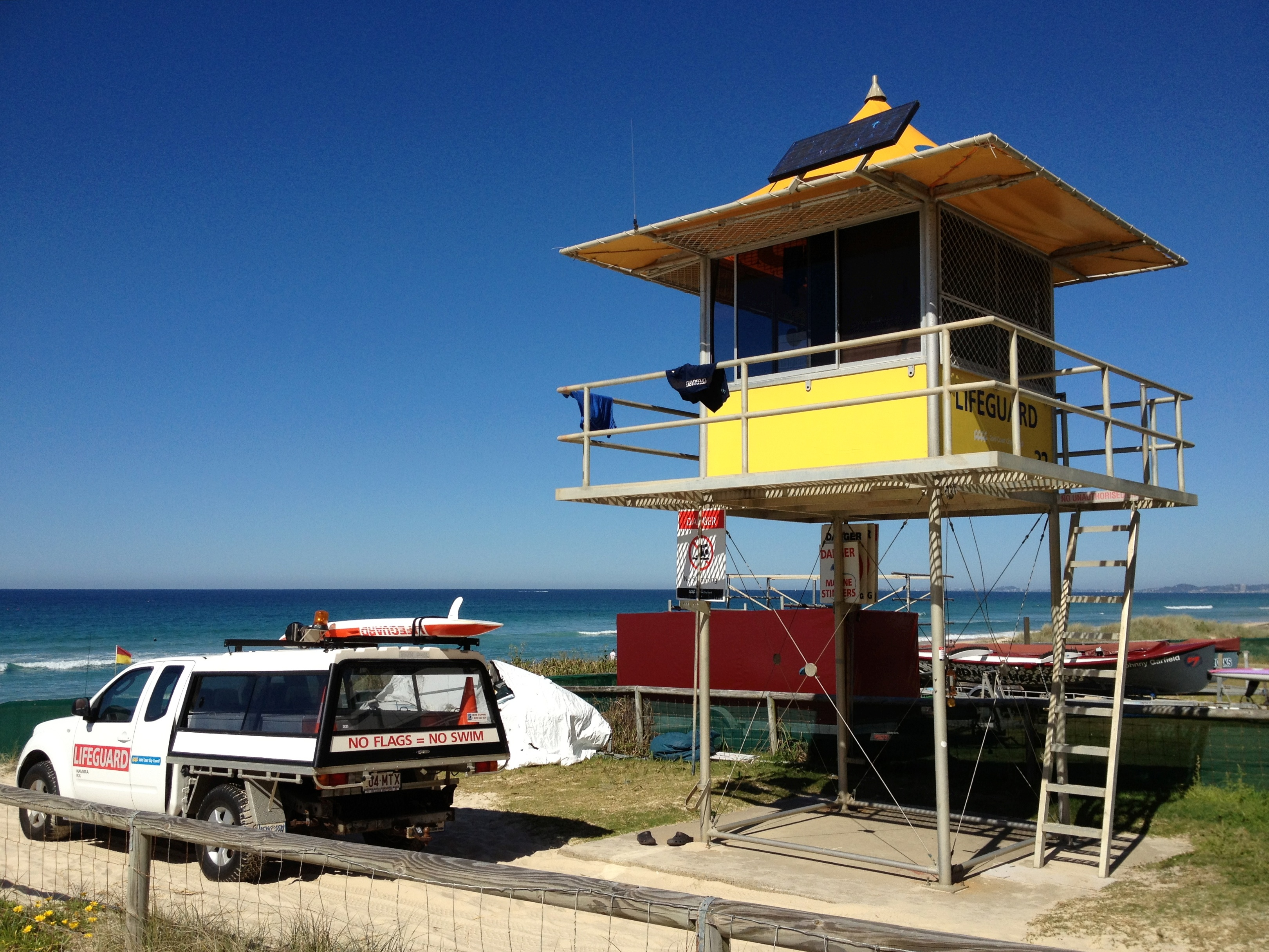
Queensland en Australie
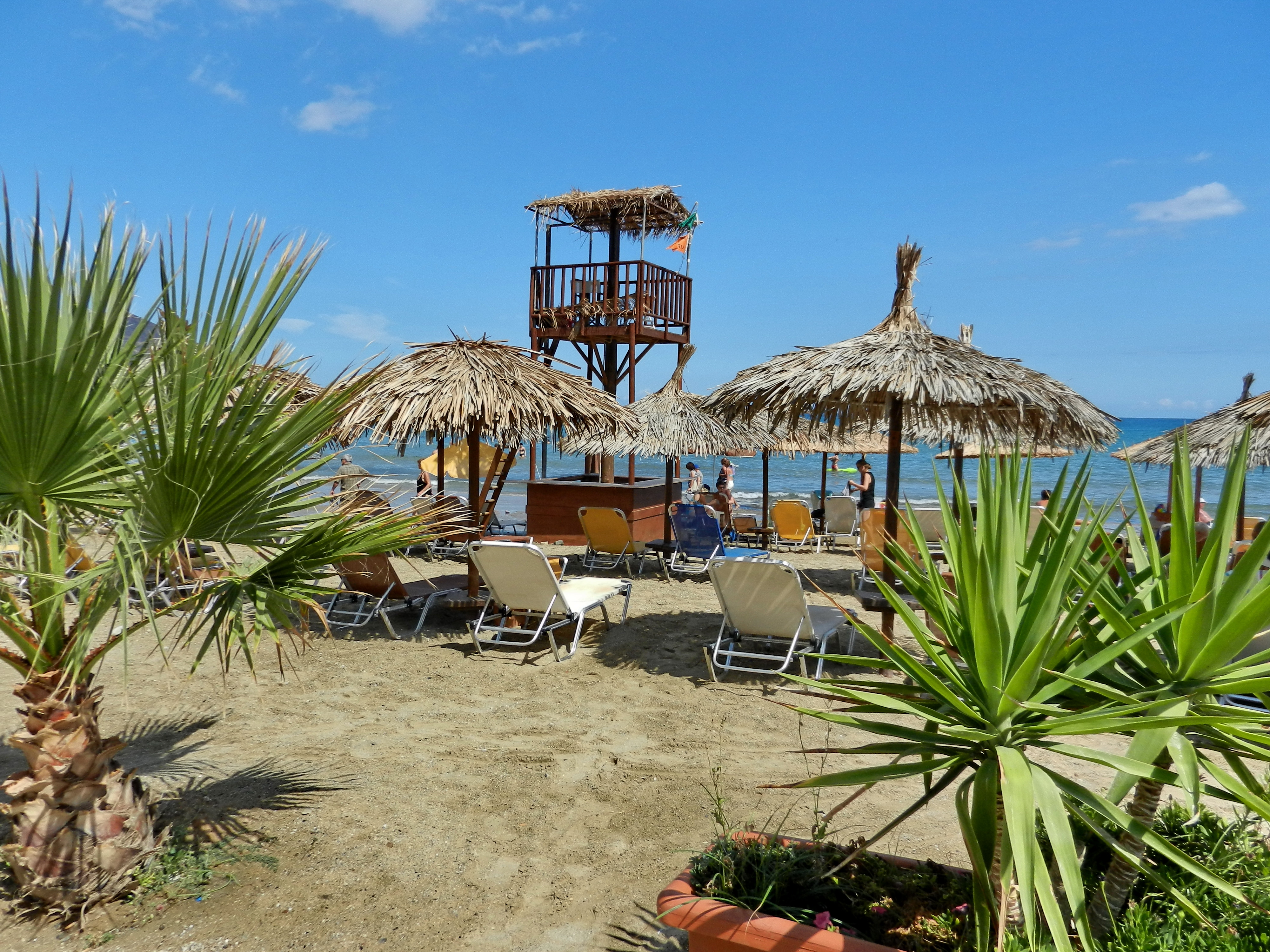
Crète
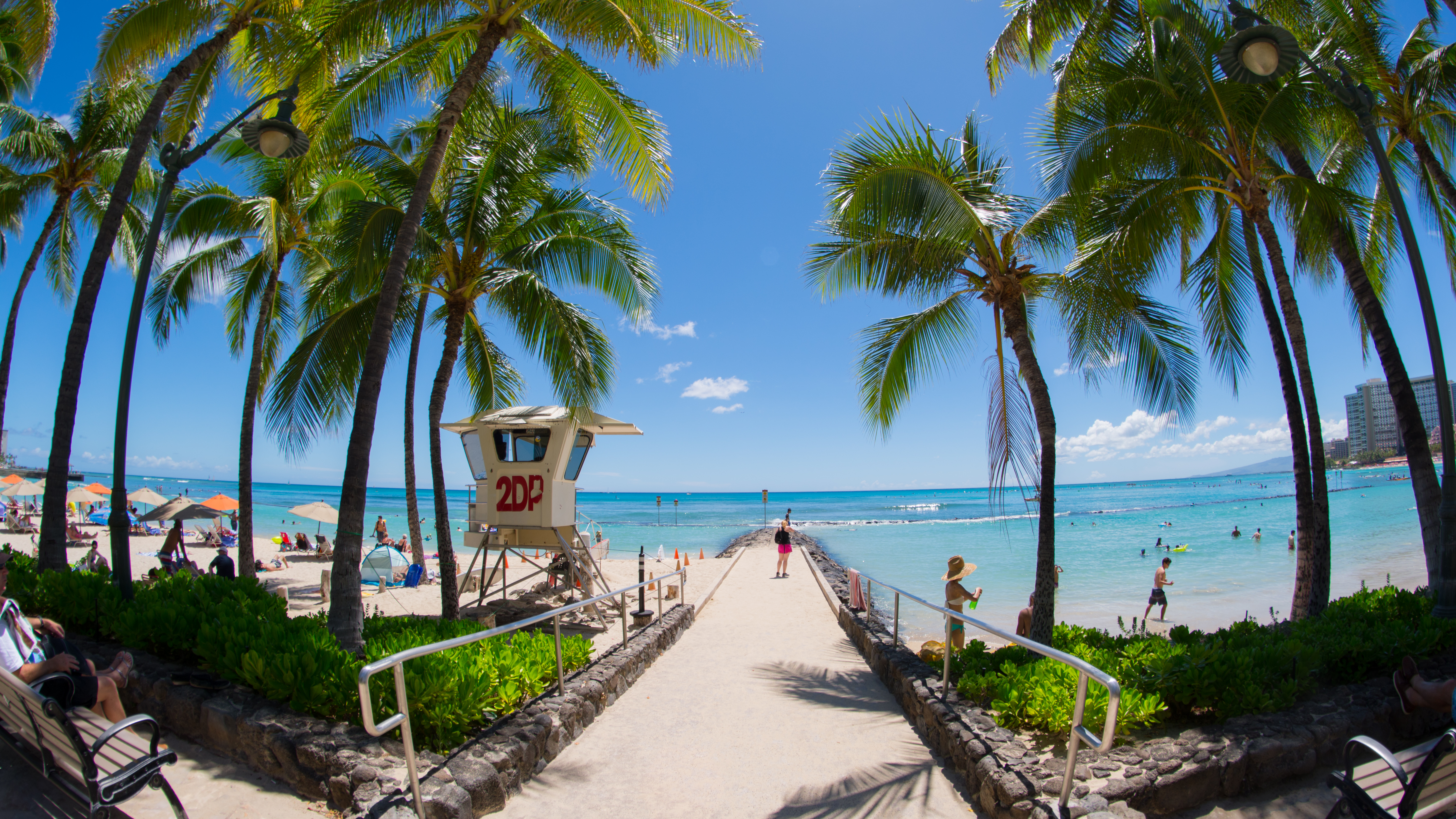
Waikiki Beach d'Honolulu à Hawaï
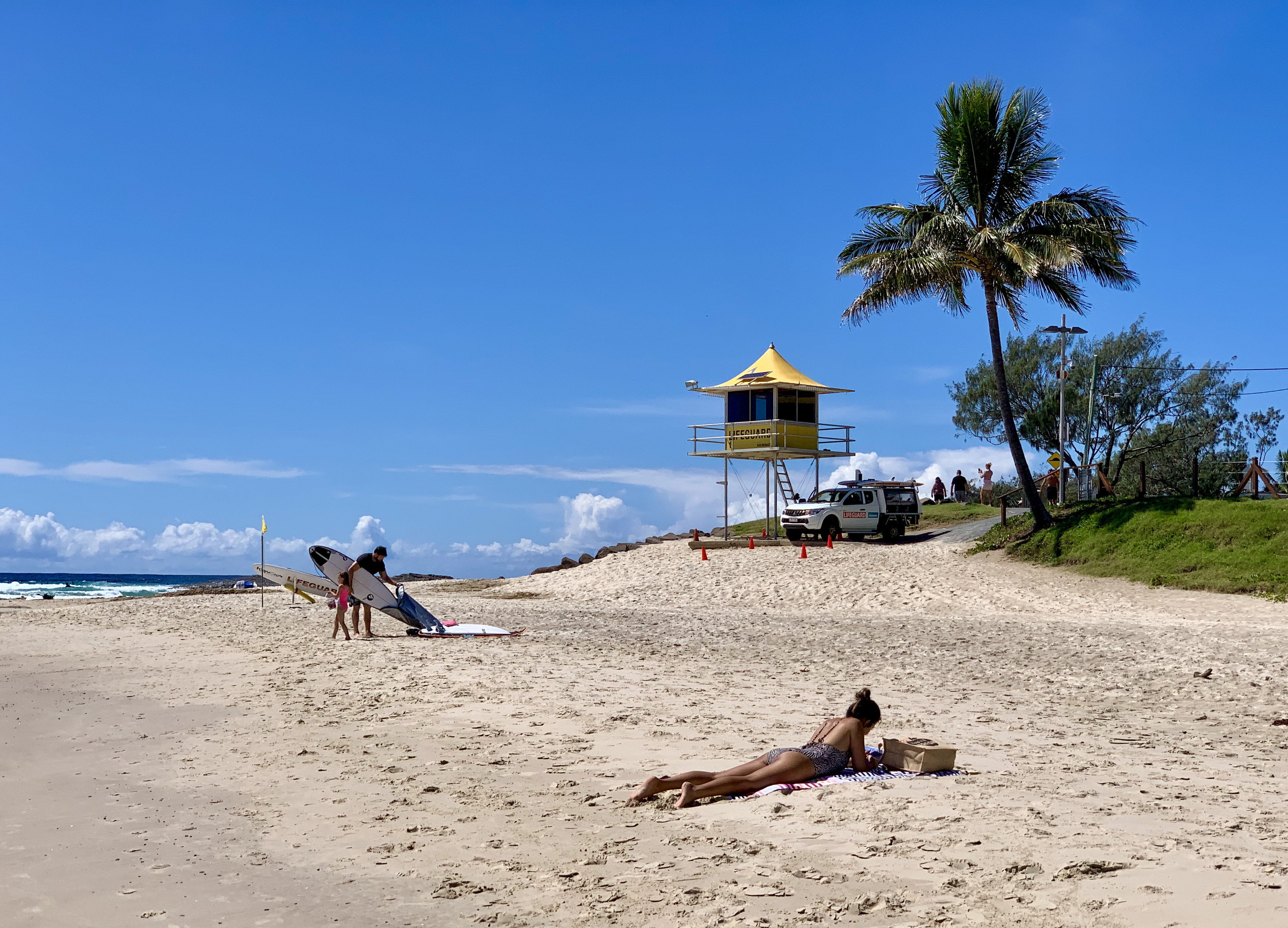
Queensland en Australie
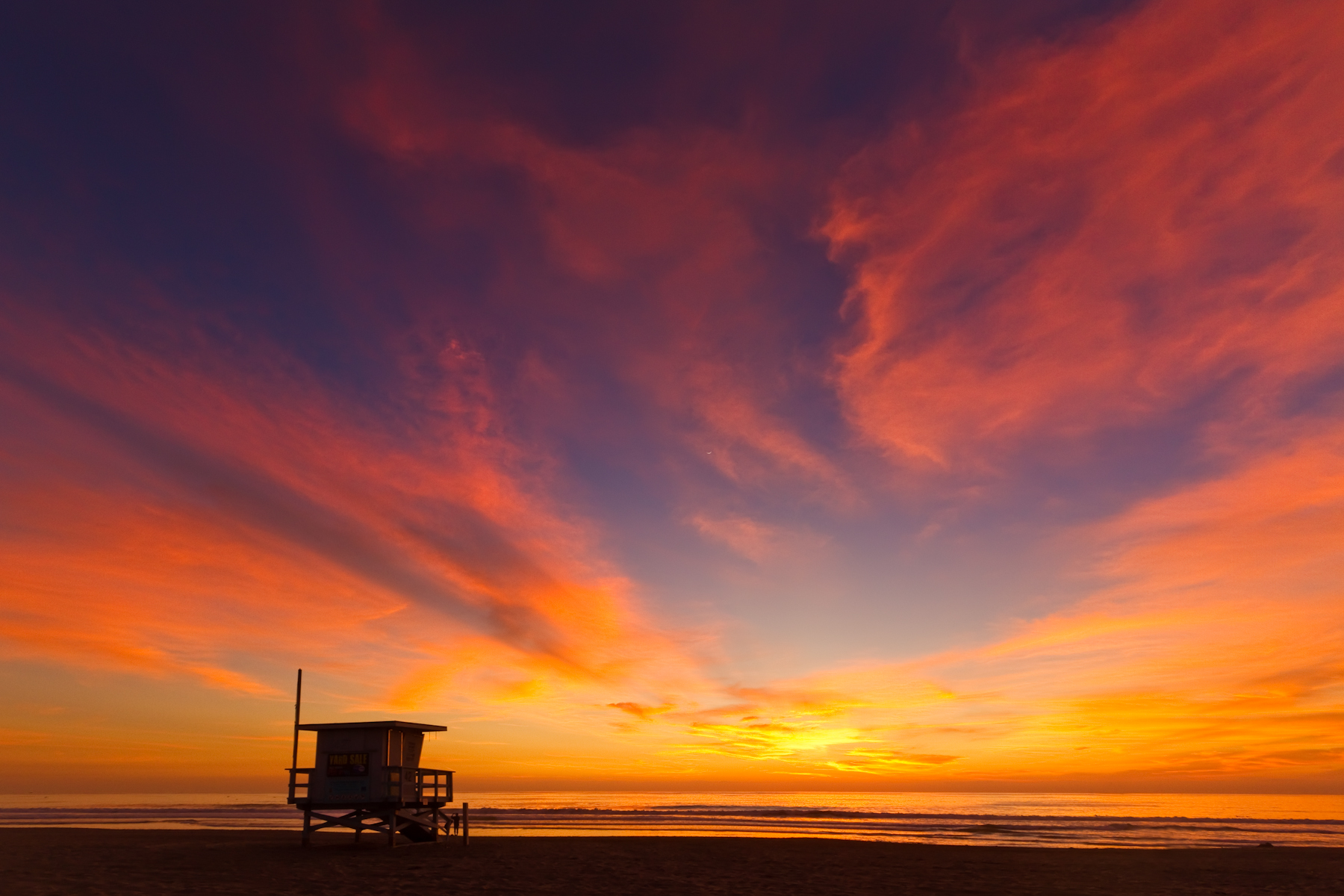
Manhattan Beach en Californie
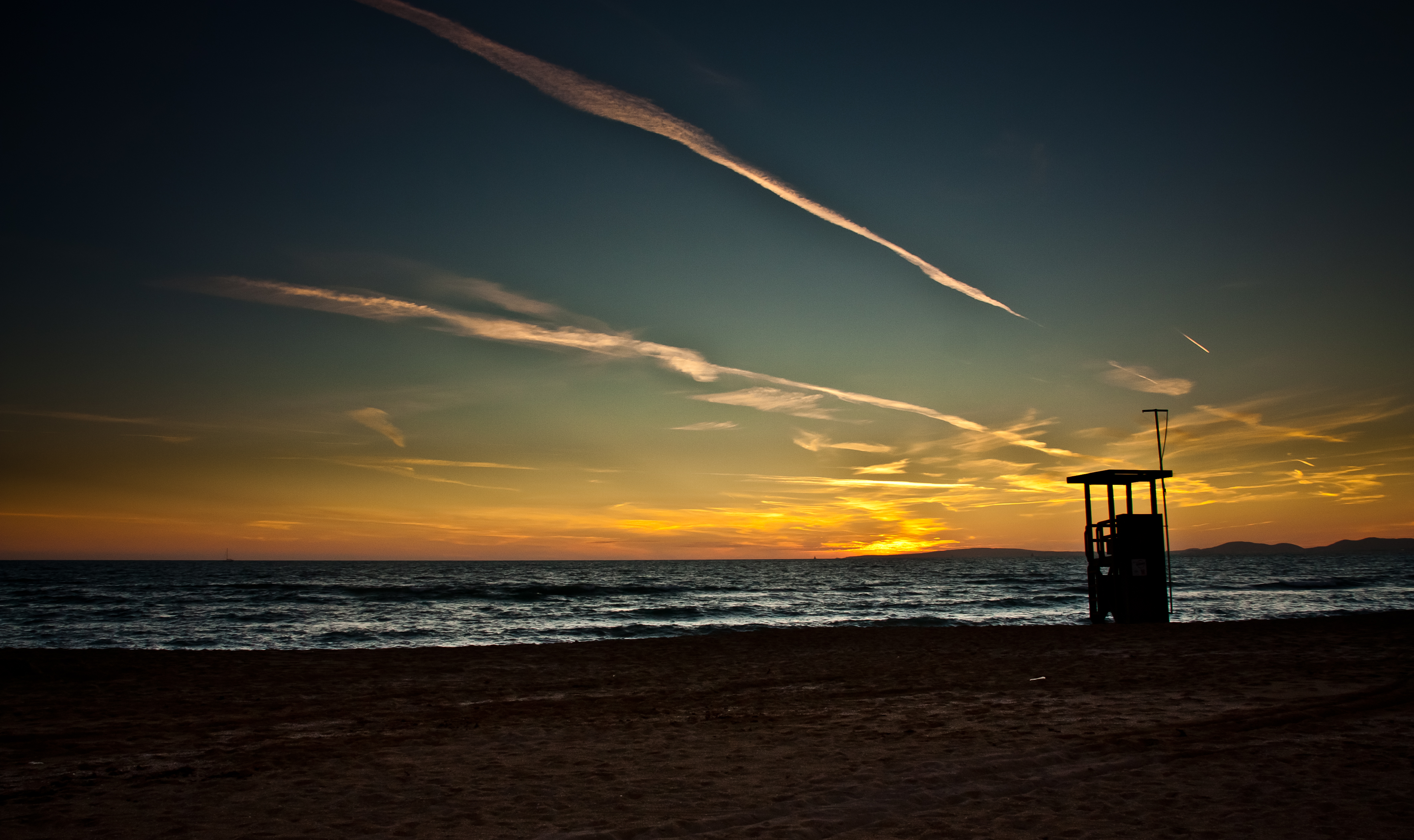
Majorque des îles Baléares
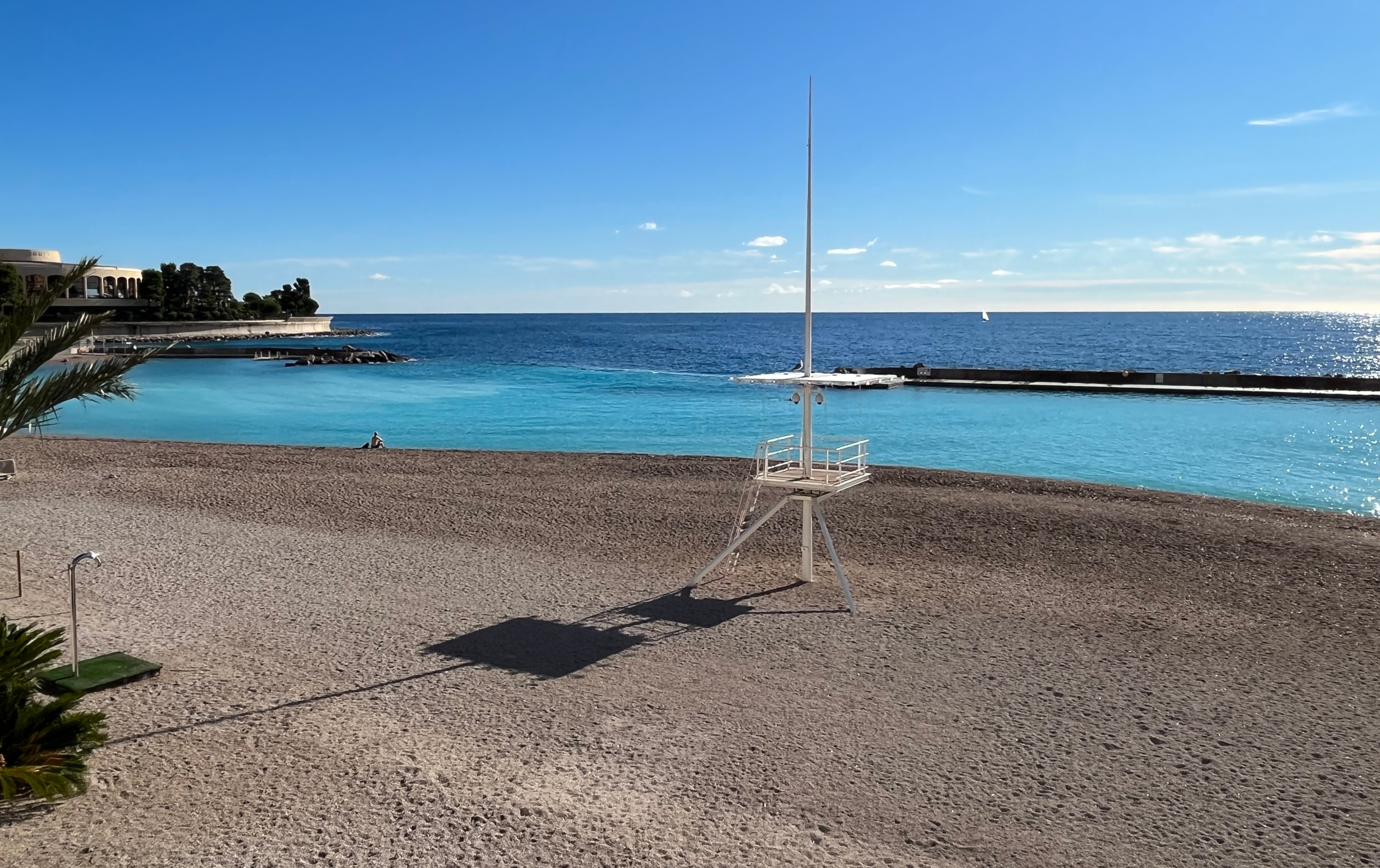
Monaco

Quelques célèbres lifeguard tower emblématiques de l'architecture Art déco de Miami et des plages de Miami Beach
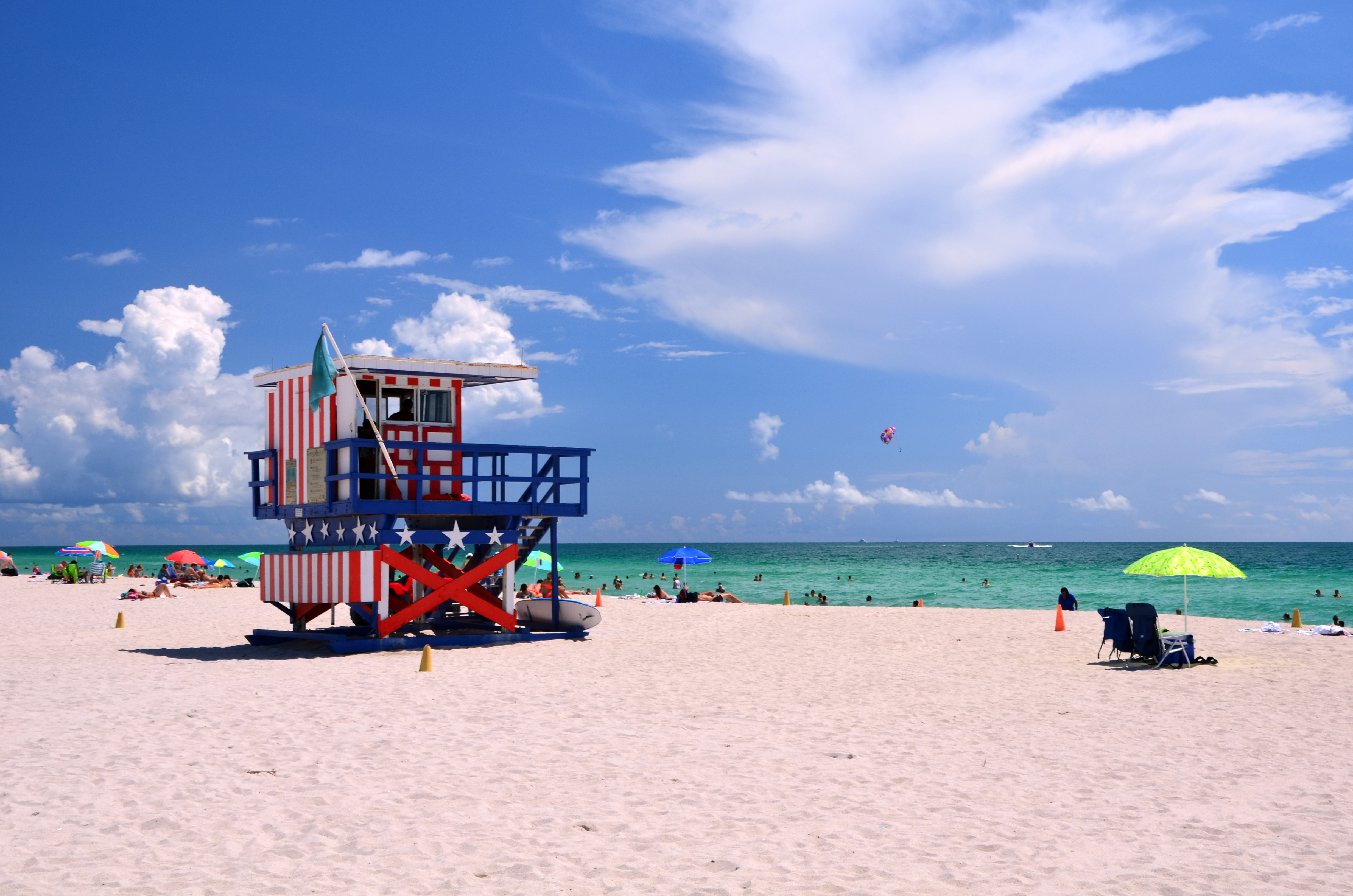
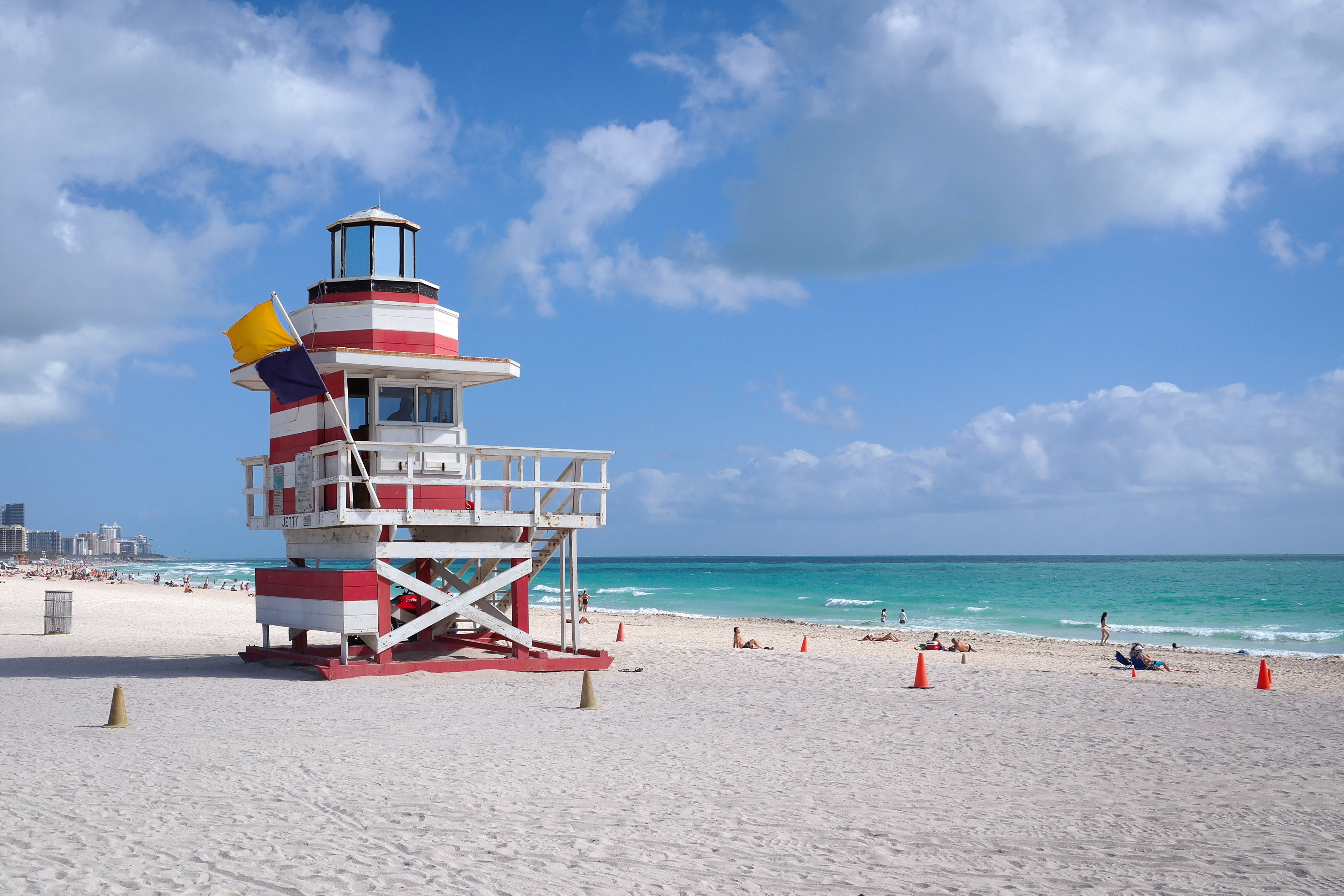
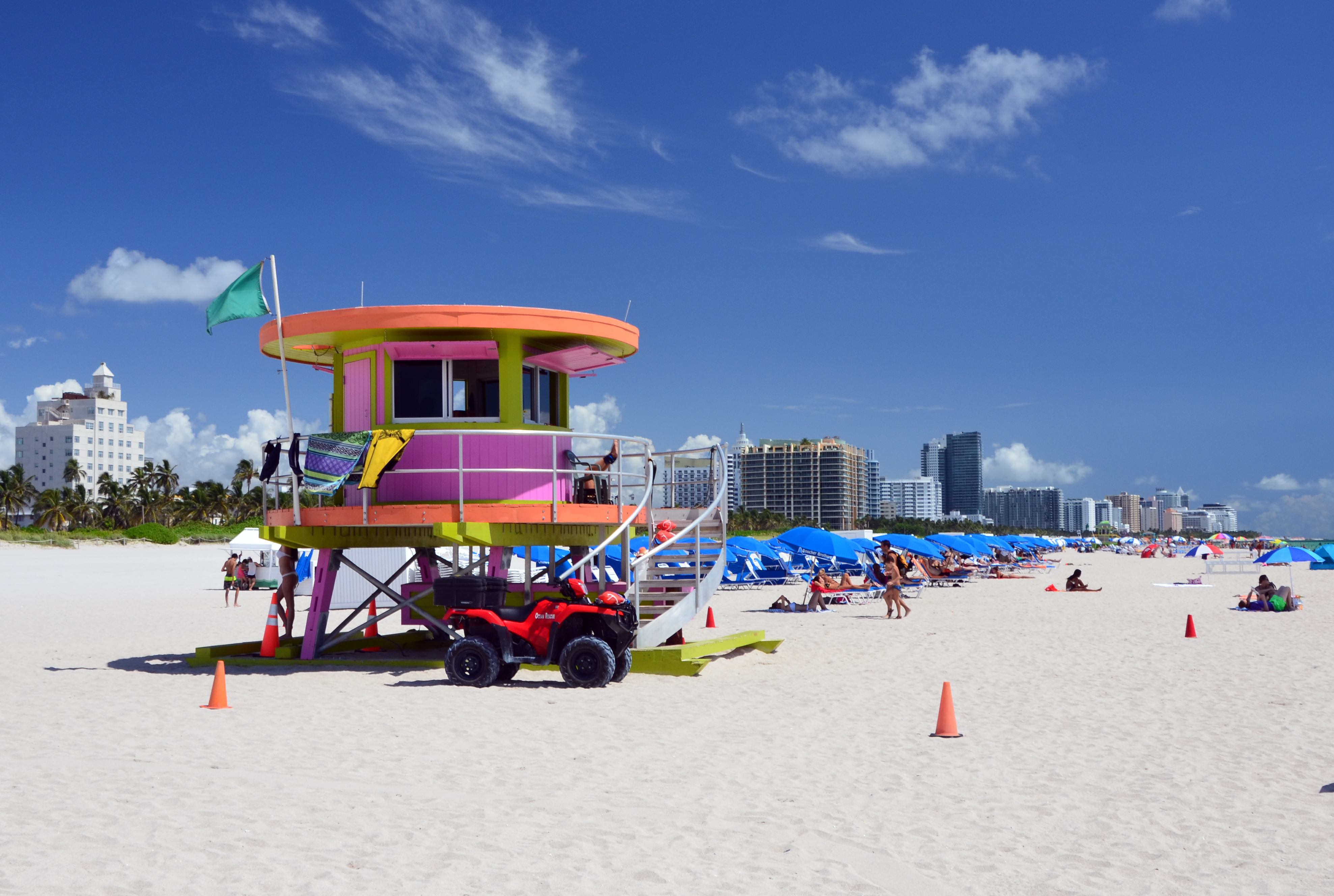
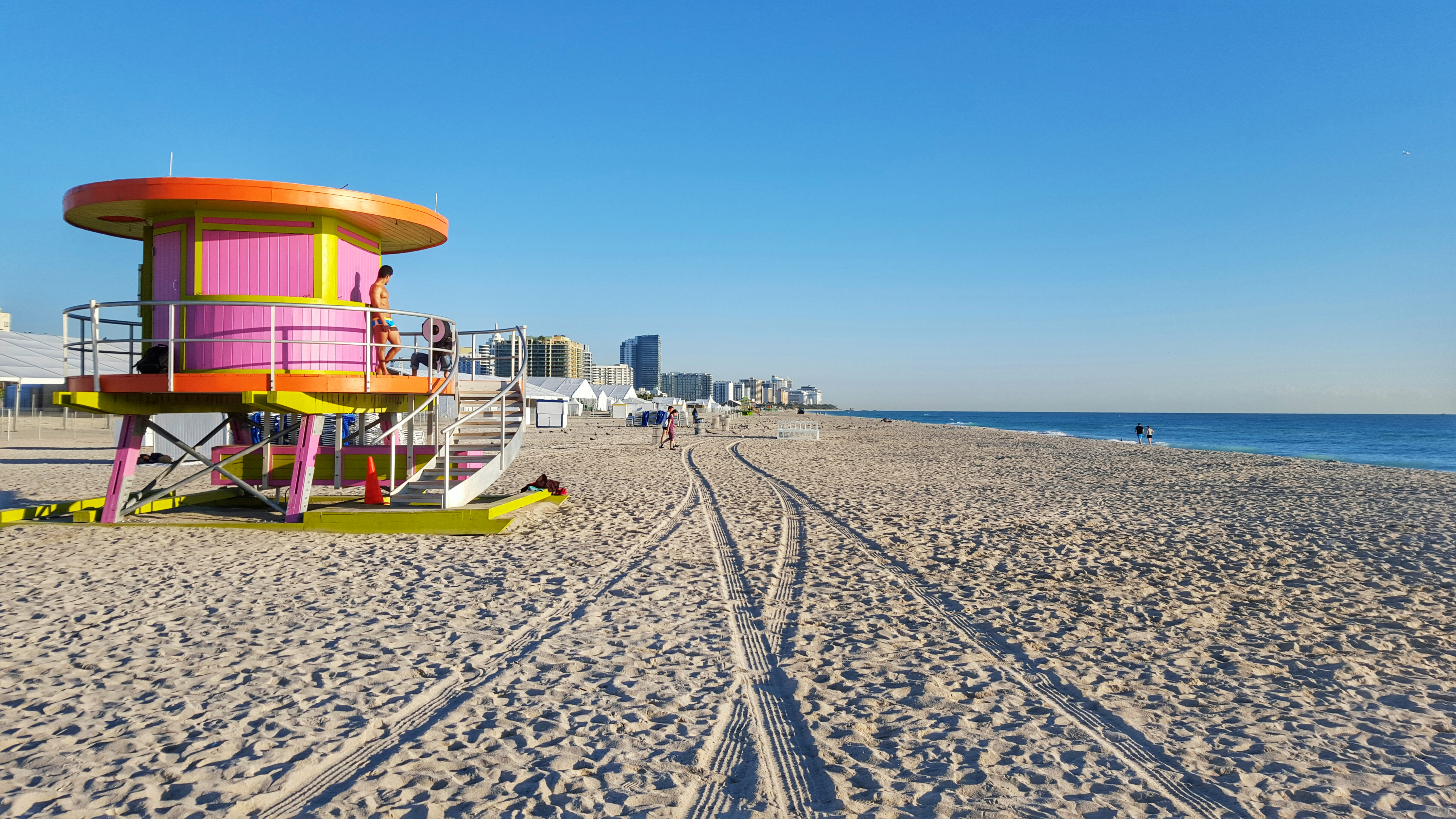
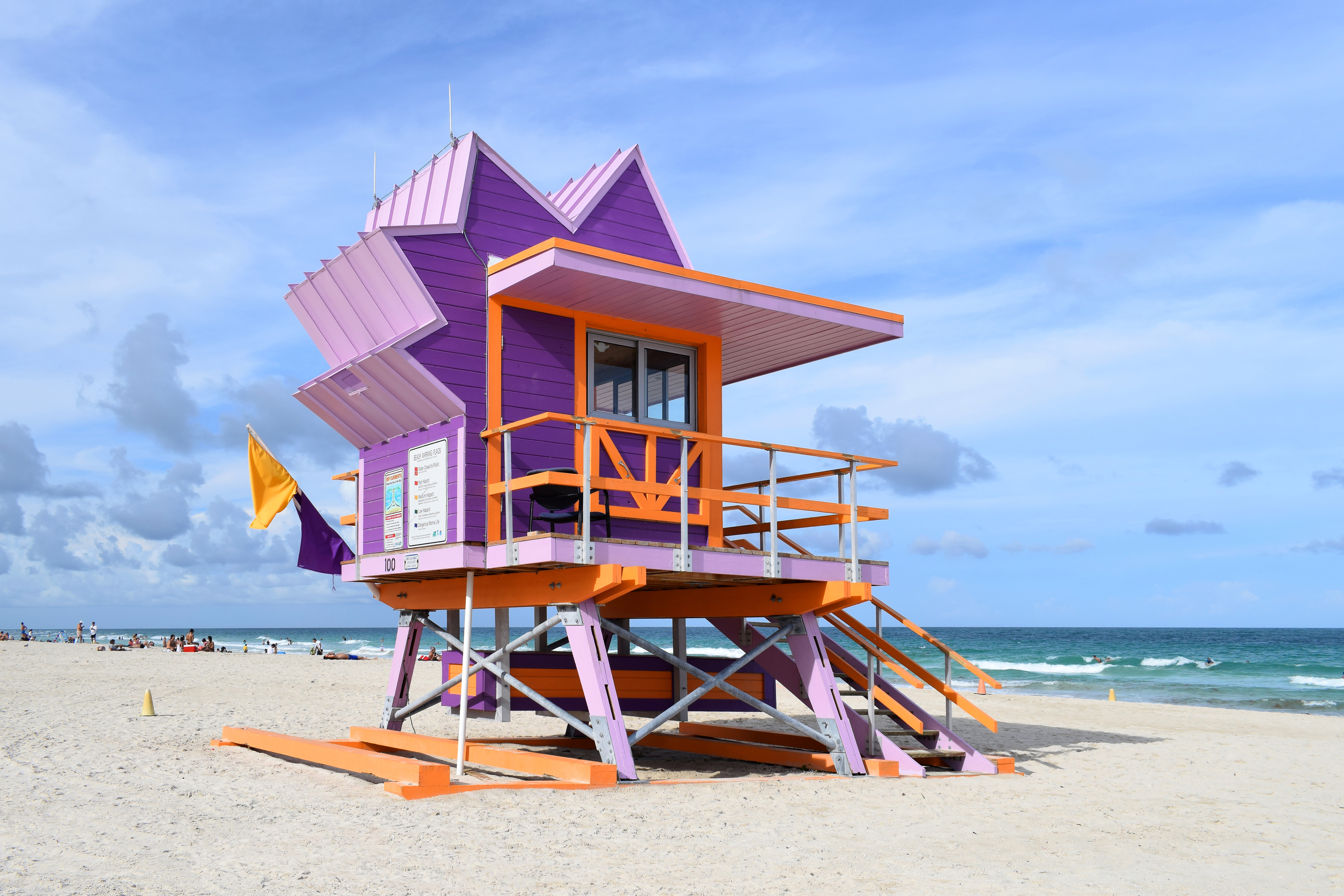
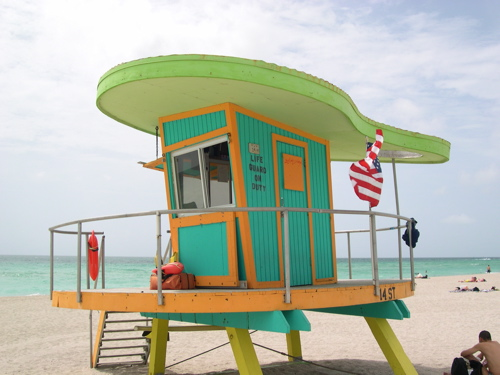
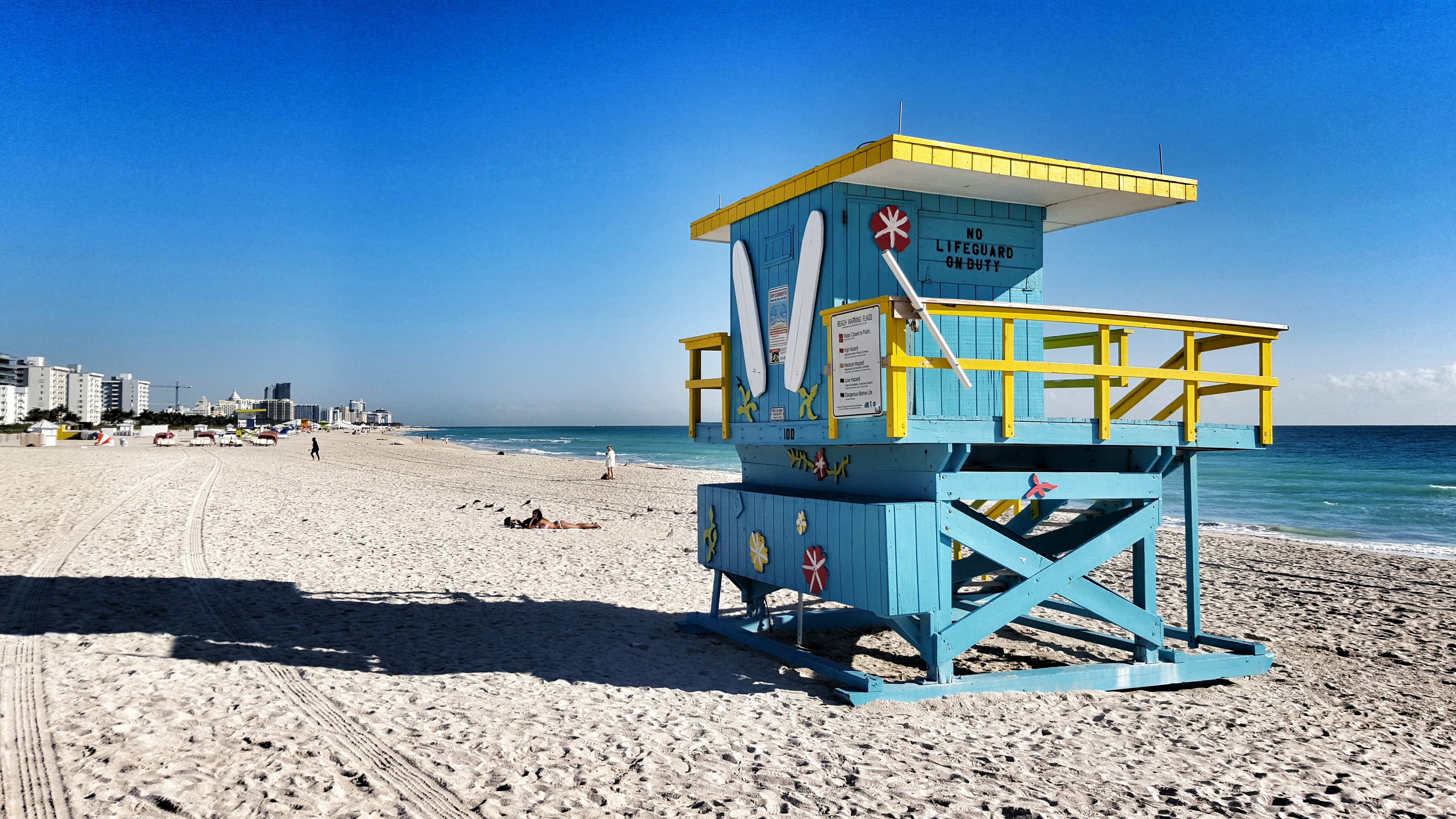
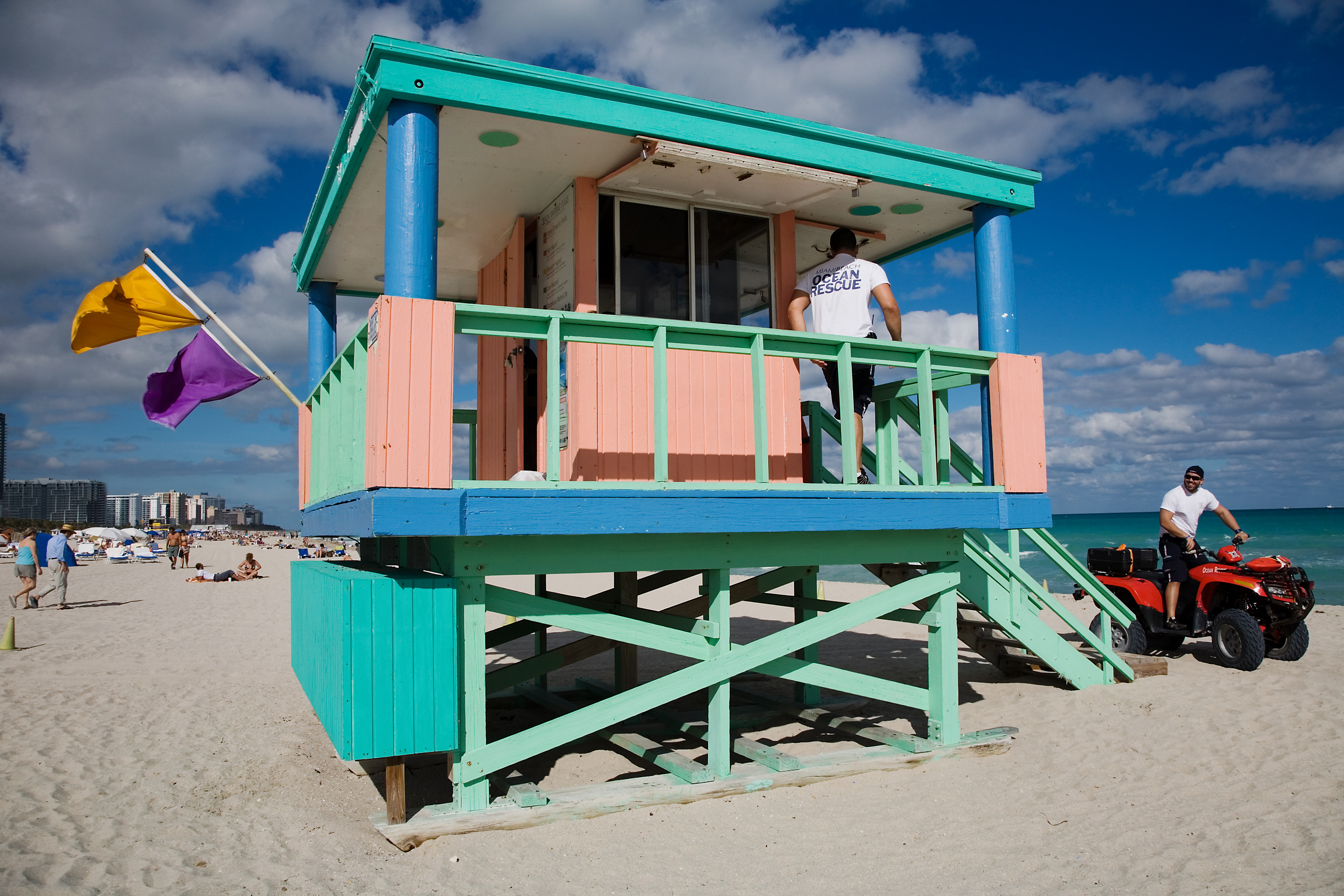
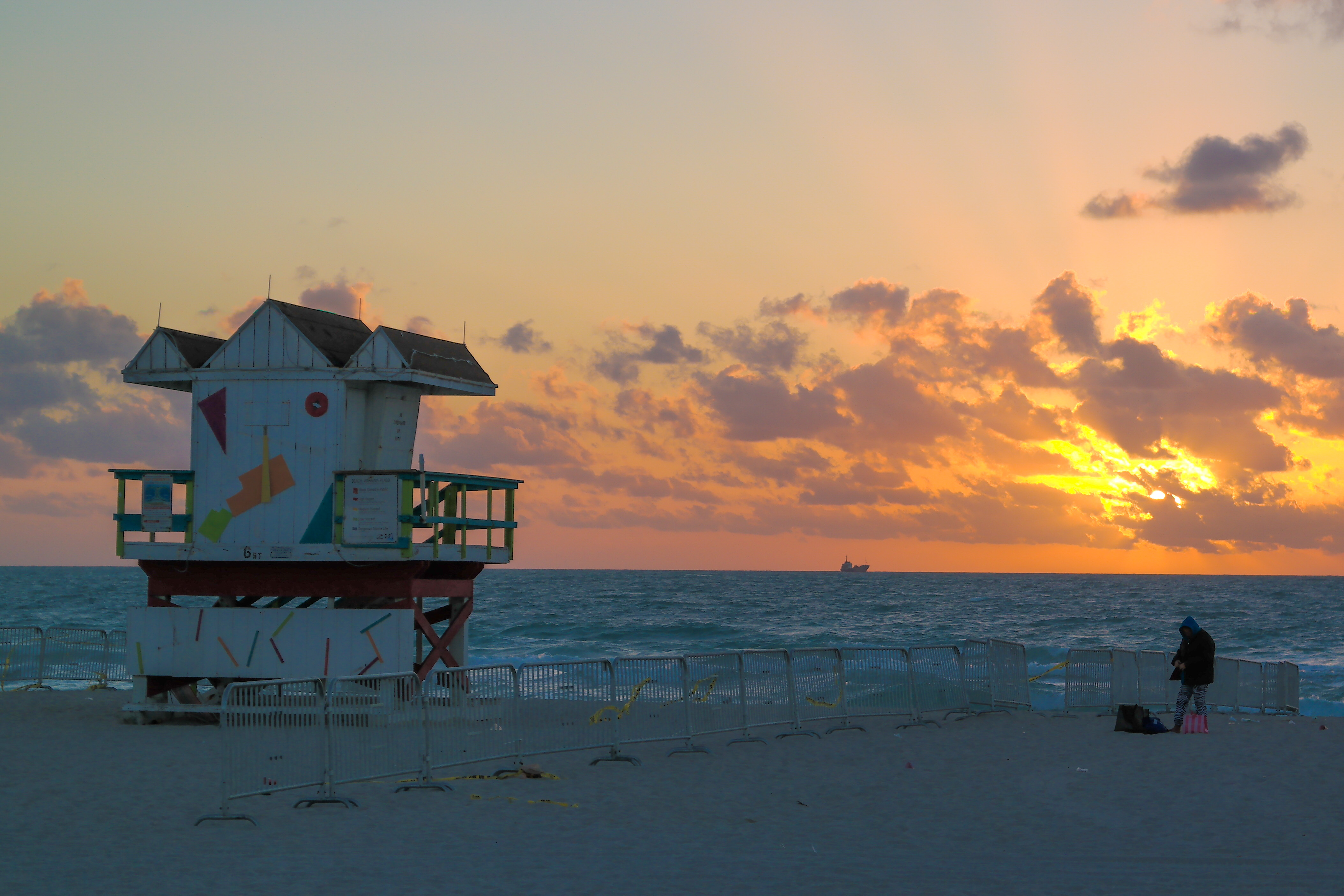

## Télévision et cinéma
- 1989 : Alerte à Malibu, série télévisée américaine[1].
- 2017 : Baywatch : Alerte à Malibu, de Seth Gordon.